# Bảo tàng Guimet
Bảo tàng Guimet (tiếng Pháp: Musée national des Arts asiatiques-Guimet - Bảo tàng quốc gia Nghệ thuật châu Á-Guimet) là một bảo tàng về nghệ thuật châu Á ở Paris. Thuộc Quận 14 của thành phố, bảo tàng Guimet nằm ở số 6 quảng trường Iéna. Với khoảng 50.000 hiện vật, Guimet là một trong những bảo tàng lớn nhất về nghệ thuật châu Á lớn nhất nằm ngoài châu Á.

## Lịch sử
Bảo tàng Guimet xuất phát từ dự án của nhà công nghiệp Lyon Émile Guimet. Émile Guimet có ý định mở một bảo tàng về tôn giáo Ai Cập và các nước châu Á cổ đại. Sau những chuyến đi tới Ai Cập, Hy Lạp rồi vòng quanh thế giới vào năm 1876 qua Nhật Bản, Trung Quốc và Ấn Độ, Émile Guimet đã tập hợp được một bộ sưu tập lớn và mang về Lyon. Tới năm 1889, Émile Guimet khánh thành bảo tàng ở Paris.
Một người Pháp khác là Louis Delaporte, sau những chuyến du lịch qua Xiêm và Campuchia cũng đã tập hợp được một bộ sưu tập về nghệ thuật Khmer. Đó là những hạt nhân đầu tiên cho bảo tàng Đông Dương ở Trocadéro, được mở cửa năm 1882.
Năm 1927, bảo tàng Guimet thuộc về Vụ Bảo tàng Pháp và nhận được những bộ sưu tập quan trọng về Trung Á và Trung Quốc từ những nhà thám hiểm Paul Pelliot, Édouard Chavannes... Cũng từ năm 1927, bảo tàng Guimet bắt đầu nhận được các hiện vật từ bảo tàng Đông Dương. Trong suốt những năm 1920 và 1930, bảo tàng tiếp tục được cung cấp bởi Đoàn khảo cổ Pháp tại Afghanistan. Ngoài ra bảo tàng Guimet còn nhận được những hiện vật từ nhiều nguồn đa dạng khác.
Vào những năm 1960, bảo tàng Guimet được sửa chữa lại, bỏ hết những trang trí cũ theo phong cách Cổ điển mới. Gần đây nhất, vào năm 1996, bảo tàng Guimet được tu sửa một lần nữa, mở một không gian lớn 5500 m² cho gian trưng bày.

## Hiện vật
Với khoảng 50.000 hiện vật, bộ sưu tập của bảo tàng Guimet đa dạng về thời kỳ và đầy đủ về nghệ thuật của châu Á, đặc biệt về Phật giáo.
| Hàn Quốc Bộ sưu tập về Hàn Quốc gồm khoảng 1000 hiện vật, đủ hết các thời kỳ. Vào những năm 1980, không gian Hàn Quốc chỉ rộng 69 m², đến nay được nâng lên 360 m². Từ các bức họa, tác phẩm điêu khắc, gốm sứ... trong đó đặc biệt về Phật giáo, các hiện vật ở đây cho thấy cái nhìn toàn cảnh về nghệ thuật Hàn Quốc. | Ấn Độ Khu vực Ấn Độ của bào tàng Guimet được chia làm hai phần. Khu vực thứ nhất gồm các tác phẩm điêu khắc đa dạng về chất liệu: đất nung, đá, đồng, gỗ, có niên đại từ cách đây 3000 năm cho tới thế kỷ 13, 14. Phần thứ hai là những tác phẩm hội họa, tiểu họa từ thế kỷ 15 cho đến thế kỷ 19. |
| Nhật Bản Bộ sưu tập Nhật Bản gồm khoảng 11000 tác phẩm. Đây là bộ sưu tập rất đa dạng, đầy đủ và chi tiết về nghệ thuật Nhật Bản từ khi khai sinh cho tới cuối thế kỷ 19. | Trung Quốc Bộ sưu tập về Trung Quốc gồm khoảng 20000 hiện vật, bao phủ cả bảy ngàn năm của nghệ thuật Trung Hoa, từ khi ra đời cho tới thế kỷ 20. Riêng về gốm sứ, có tới 10000 hiện vật gồm sành, sứ, gốm màu lục... Cùng nhiều hiện vật khảo cổ và điêu khắc của nghệ thuật Phật giáo.           |
| Trung Á Gồm những tác phẩm đất nung, hội họa, đặc biệt về nghệ thuật Phật giáo. | Đông Nam Á Các hiện vật về Đông Nam Á của bảo tàng Guimet gồm các tác phẩm nghệ thuật Khmer như tượng, trang trí kiến trúc... cùng nghệ thuật điêu khắc Champa và Việt Nam, Thái Lan, Indonesia, Lào...                                                                                            |
| Afghanistan và Pakistan Bộ sưu tập gồm các tác phẩm nghệ thuật trạm khắc đá Càn-đà-la, ngà voi Ấn Độ phong cách Mathura... và nhiều hiện vật của Đoàn khảo cổ Pháp tại Afghanistan cung cấp. | Himalaya Về nghệ thuật Himalaya, bảo tàng sử hữu những tác phẩm điêu khắc đồng của Nepal và Ấn Độ, những hiện vật về Phật giáo Tây Tạng cũng các tranh Trung Quốc-Tây Tạng. Tổng cộng khoảng 1600 hiện vật.                                                                                        |
| Ngành dệt Bộ sưu tập về ngành dệt của bảo tàng Guimet được bắt đầu từ năm 1979. Hiện nay bảo tàng sở hữu gần 4 nghìn hiện vật trải rộng nhiều thời kỳ và quốc gia như Trung Quốc, Ấn Độ, Nhật Bản và Đông Nam Á. | Sách Bộ sưu tập sách của Guimet bắt đầu ngay từ khi bảo tàng mở cửa vào năm 1889. Hiện nay ở đây có tới 100.000 cuốn sách đủ ngôn ngữ, cả châu Á và châu Âu, bao gồm lịch sử tôn giáo, đặc biệt là Phật giáo, các tác phẩm của Tây Tạng, bản đồ Trung Quốc, các bản viết tay...                    |

Ngoài ra bảo tàng Guimet còn có các lưu trữ nhiếp ảnh, nhạc cụ. Bảo tàng cũng tổ chức các triển lãm và hoạt động văn hóa khác.

## Hình ảnh

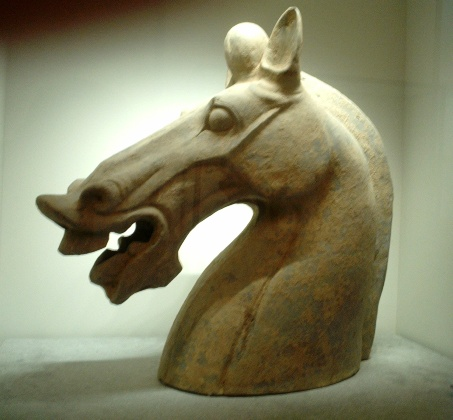
Đầu ngựa thời nhà Hán
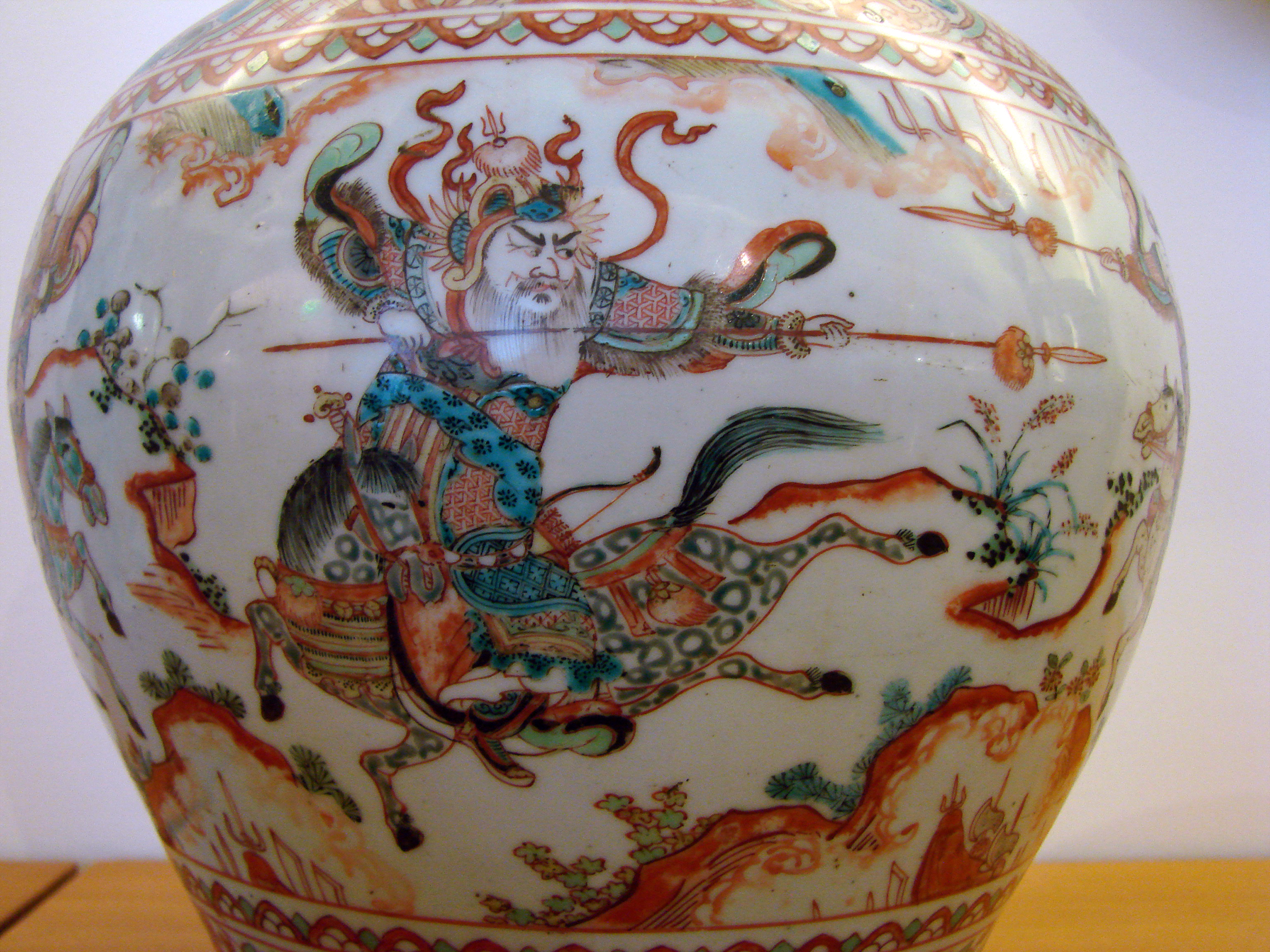
Đồ sứ thời nhà Minh
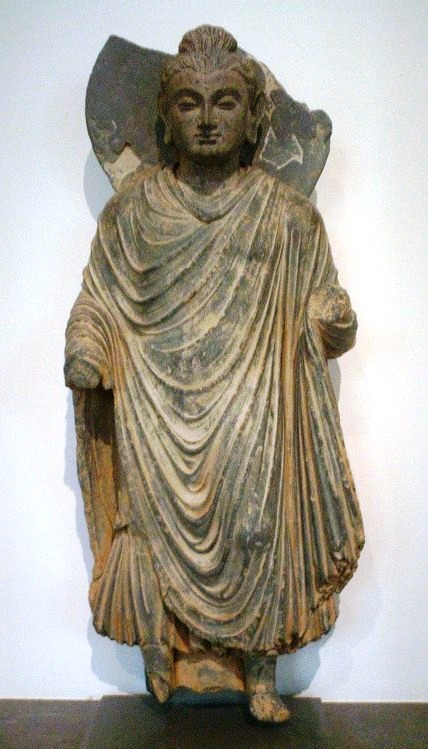
Tượng Phật đứng, Pakistan thế kỉ 1
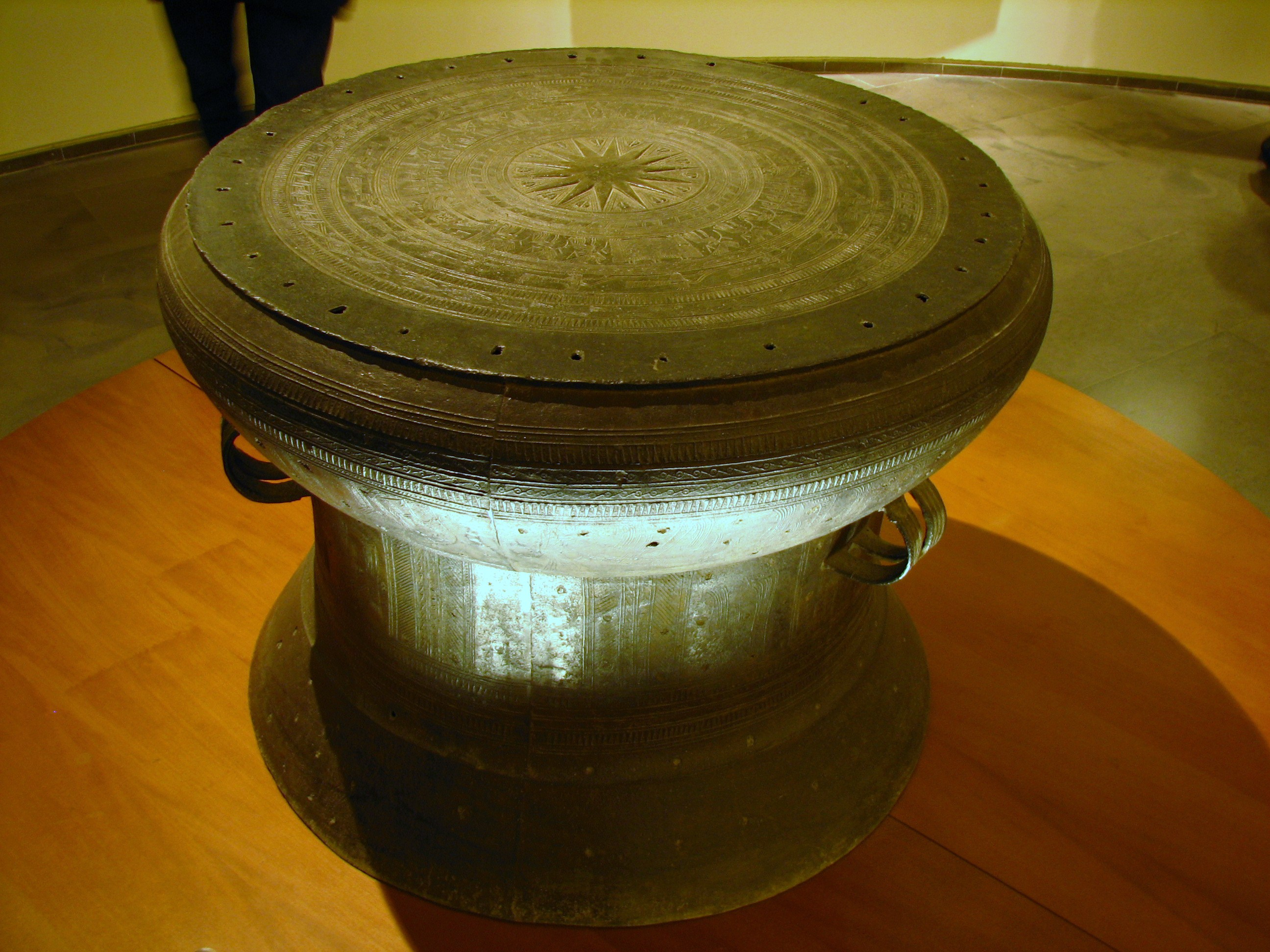
Trống đồng Đông Sơn, thế kỉ 6 TCN
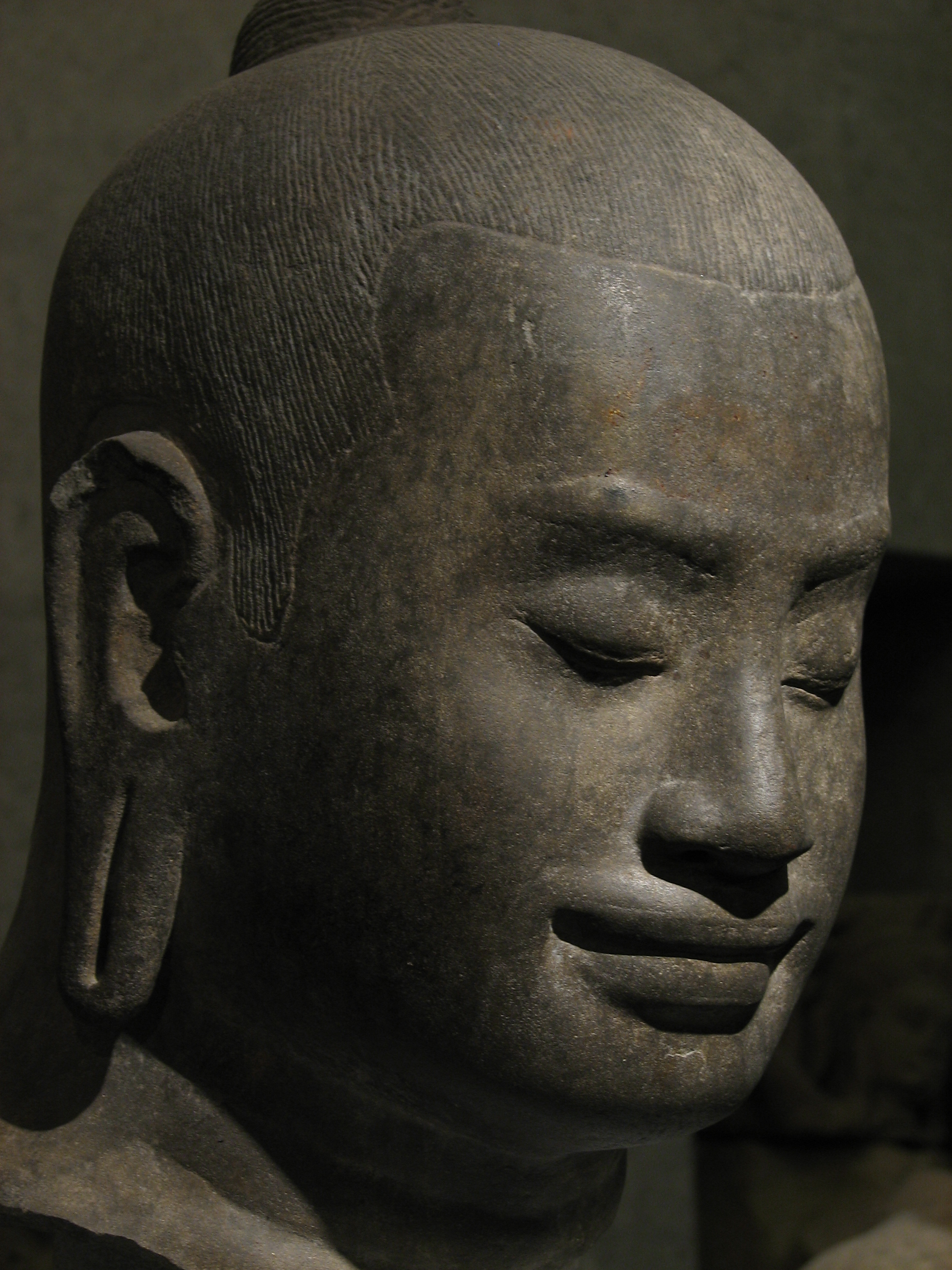
Đầu vua Jayavarman VII
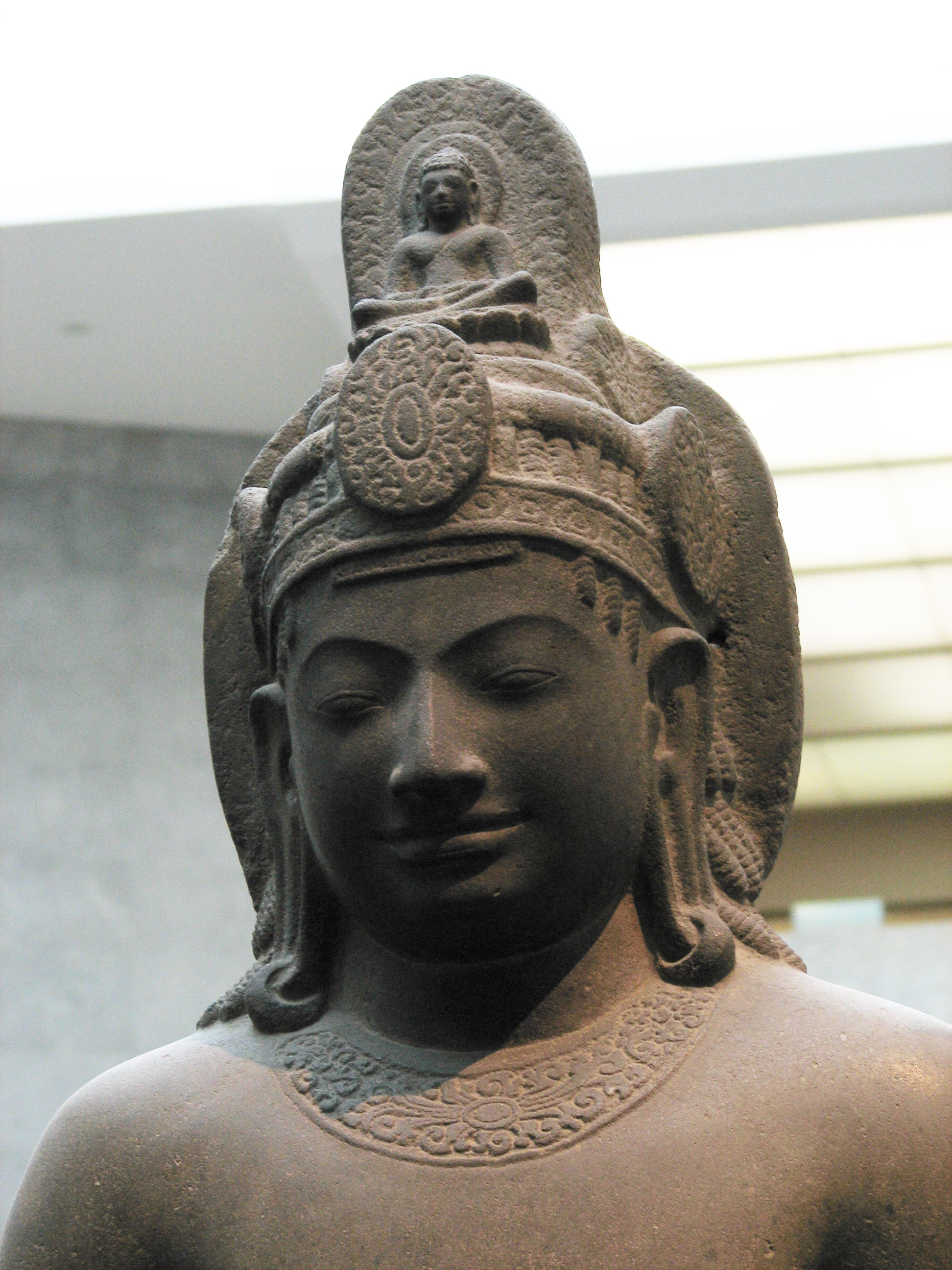
Tượng Bồ Tát Quán Thế Âm, nghệ thuật Khmer thế kỉ 7
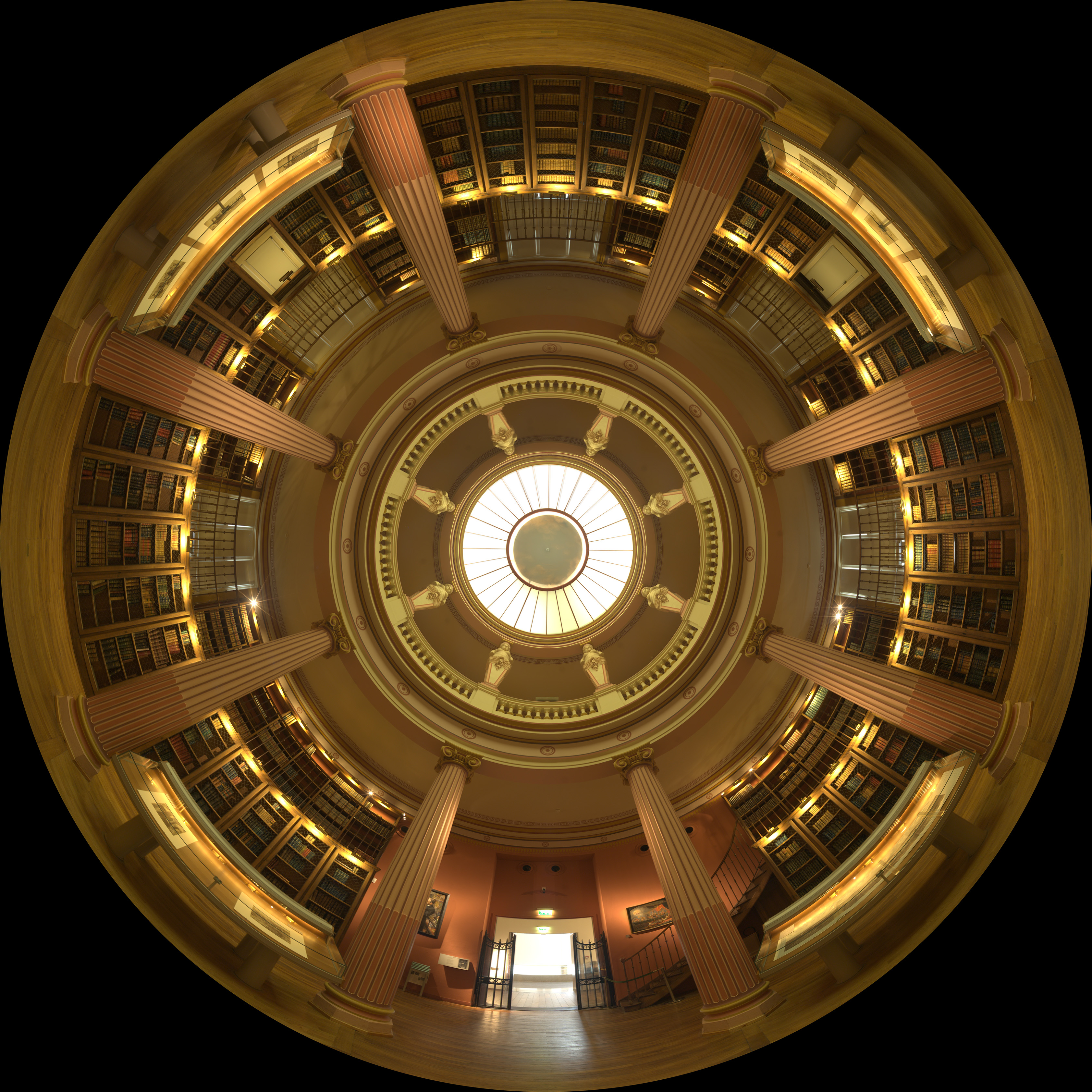
Hình chụp panorama thư viện của bảo tàng
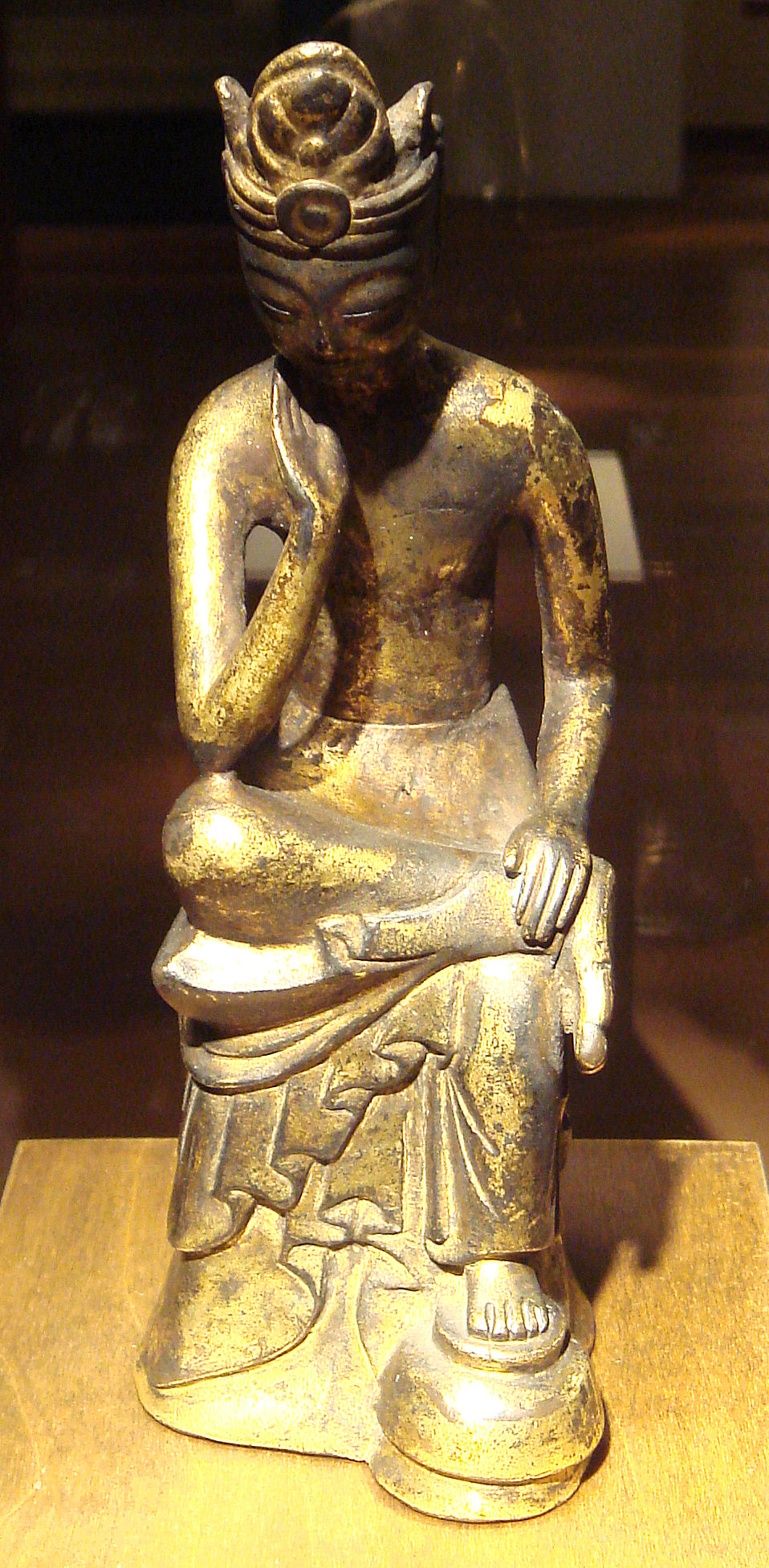
Tượng Di Lặc ngồi, nghệ thuật Hàn Quốc, thế kỷ 4-5
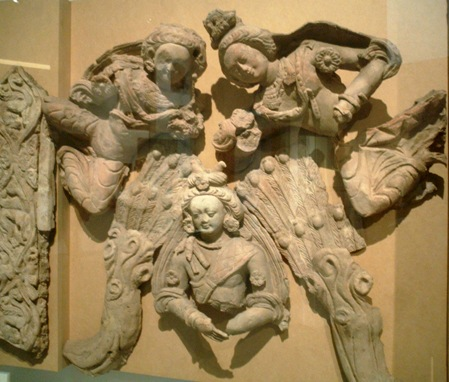
Bồ Tát, thế kỷ 6-7